# Henry Charles Lea
Pour les articles homonymes, voir Lea.
Henry Charles Lea  est un historien et essayiste américain né le 19 septembre 1825 à Philadelphie, et mort le 24 octobre 1909. Il est notamment connu pour son  Histoire de l’Inquisition au Moyen Âge.

## Biographie
Son père Isaac Lea (1792-1886) est un naturaliste et éditeur de renom, membre de la Société américaine de philosophie. Isaac Lea  descendait d'une famille de quakers de Philadelphie. Sa mère, Frances Anne Carey (1799-1873), était la fille de Mathew Carey, un éditeur de Philadelphie. Son frère aîné, Mathew Carey Lea (en), est un chimiste de renom, spécialiste en photographie.

## Ses débuts

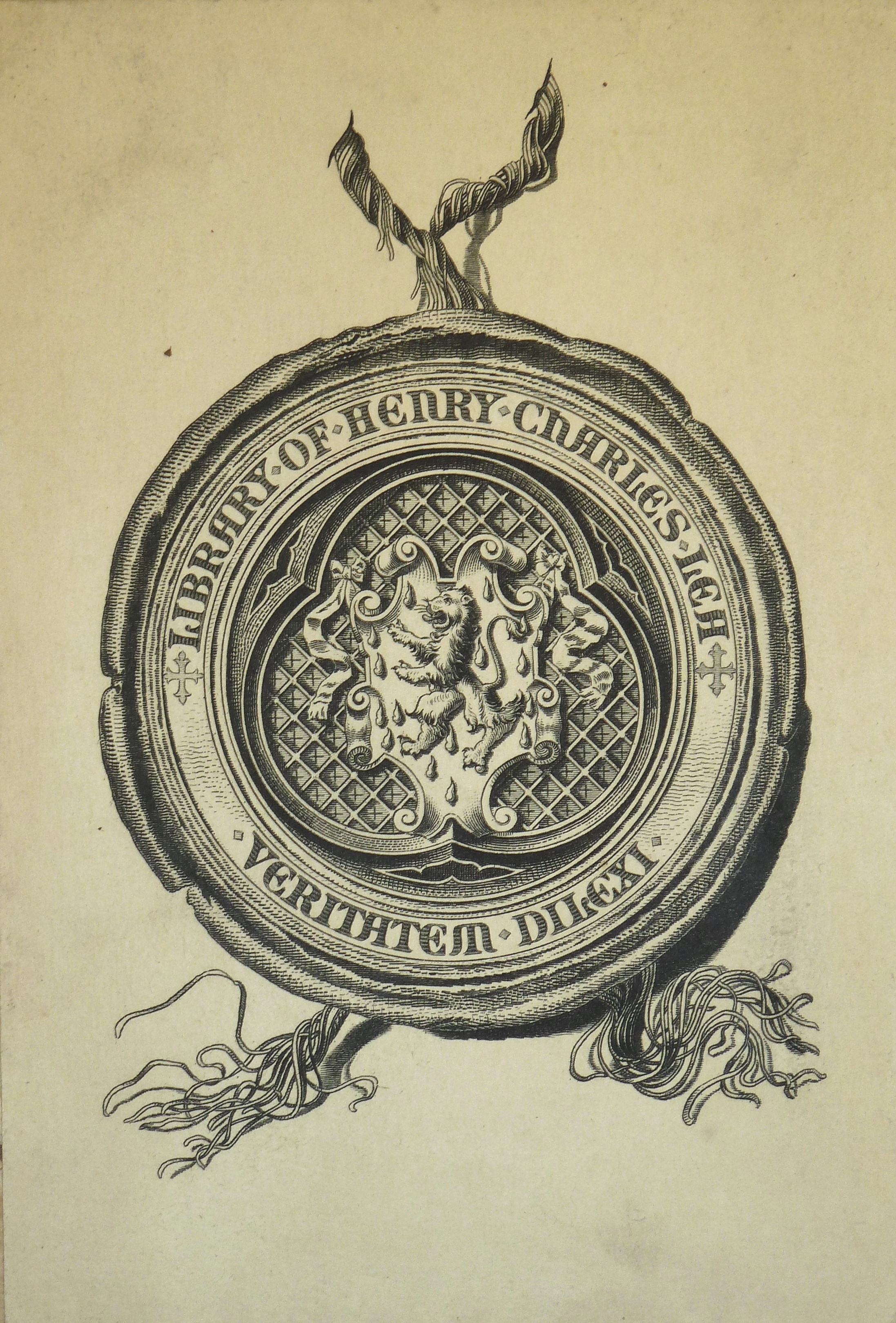
Son ex-libris.

En 1843, Henry Charles Lea travaille avec son père, mais dès 1847, des troubles nerveux l'obligent à abandonner son travail scientifique. Durant sa période de convalescence, il lit des livres sur le Moyen Âge en France. Cet intérêt pour cette période changea sa carrière et de scientifique, il devint historien. Spécialiste du Moyen Âge, dans les institutions, le droit, l'histoire de l'Église et l'économie. Il écrivit aussi des articles sur l'histoire des villes italiennes. Sa carrière dura plus de cinquante ans, durant laquelle il publia dix livres et de nombreux articles. Il est élu membre de l'American Antiquarian Society en 1888.

## Ses œuvres

### En français
- Histoire de l'Inquisition au Moyen Âge, t. I : Origines et procédures de l'Inquisition, t. II : L'Inquisition dans les divers pays de la Chrétienté, t. III : Domaines particuliers de l'activité inquisitoriale, Paris, Société nouvelle de librairie et d'édition, 1900-1902. Réédition : Grenoble, Jérôme Millon, 3 vol. , 1986, 1988 et 1990, présentation de Louis Sala-Molins.

### En anglais
- Superstition and Force (Philadelphie, 1866, new ed. 1892)
- Historical Sketch of Sacerdotal Celibacy (Philadelphie, 1867)
- Histoire de l’Inquisition au Moyen Âge (History of the Inquisition of the Middle Ages) (New York, 1888) - Volume I
- Chapters from the religious history of Spain connected with the Inquisition (Philadelphia, 1890)
- History of auricular Confession and Indulgences in the Latin Church (3 vols., London, 1896)
- The Moriscos of Spain (Philadelphie, 1901)
- Histoire de l'Inquisition en Espagne (History of the Inquisition of Spain) (4 vols., New York and London, 1906-1907) - Volume I, Volume II, Volume III, Volume IV.

## Bibliothèque
Lea rcollectionne des œuvres et manuscrits européens, notamment des incunables. Sa collection construite dans un bâtiment annexe de sa maison en 1881 au 2000 Walnut Street, à Philadelphie fait maintenant partie de la bibliothèque de l'université de Pennsylvanie.